# AIM (альянс)
Альянс AIM — союз между Apple Computer, IBM и Motorola, образованный 2 октября 1991 года с целью создания нового стандарта вычислительной техники, основанного на процессоре PowerPC и новой операционной системе, в противовес доминирующей на рынке основанной на процессорах Intel и операционной системе MS DOS платформы IBM PC, влияния на которую фирма IBM к тому времени лишилась. Организаторы альянса считали, что процессоры CISC от Intel — эволюционный тупик в развитии микропроцессорной техники. И прогнозировали рост RISC технологий в ближайшие несколько лет. Целевая архитектура получила название PReP (PowerPC for Reference Platform) и задействовала процессор IBM POWER1 CPU c одним чипом.
В соответствии с заключёнными соглашениями, в 1992 году Apple и IBM создали две новые компании под названием Taligent и Kaleida Labs, не планируя до середины 1990-х годов выпуска на рынок новых продуктов. Taligent Inc была предназначена для вывода на рынок операционной системы «Pink», создававшейся Apple с 1988 года. Pink проектировалась как конечная кроссплатформенная объектно-ориентированная ОС с развитыми механизмами фреймворков приложений. Kaleida должна была создать объектно-ориентированный, кросс-платформенный мультимедийный язык сценариев, позволяющий разработчикам создавать совершенно новые виды приложений.
IBM обеспечила совместимость и переносимость между Workplace OS и Taligent, заменив микроядро Taligent на микроядро IBM и адаптировав платформу приложений CommonPoint Taligent в Workplace OS, OS/2 и AIX. В 1994 году Apple начала использовать чипы PowerPC в своих компьютерах Macintosh и продолжала это делать до 2006 года.